# Réaction de Mitsunobu
La réaction de Mitsunobu désigne, en chimie organique et industrielle, la réaction de substitution nucléophile sur un alcool (la réaction est plus facile sur des alcools acides au sens de Brønsted) à l'aide d'un composé azo et d'une phosphine. Cette réaction entraine l'inversion de la configuration absolue du carbone portant la fonction alcool. Elle est notamment utilisée par l'industrie pharmaceutique et l'agrochimie bien que présentant l'inconvénient de produire des déchets toxiques.

## Histoire
Cette réaction tire son nom de celui du chimiste japonais Oyo Mitsunobu qui a décrit en 1967 l'acylation d'un alcool avec de l'azodicarboxylate de diéthyle (DEAD) et de la triphénylphosphine.
En 2019, des chimistes anglais (Ross Denton et ses collègues, à l’Université de Nottingham) montrent que cette réaction pourrait être remplacée par une autre réaction, bien plus propre puisque ne produisent que de l'eau comme sous-produit ; 

Depuis 1967, lors de cette réaction les chimistes activent l'alcool par ajout de deux activateurs chimiques (dont l'un est un explosif). De plus cette réaction génère deux sous-produits, dont l'un est hautement toxique.  

De l'oxyde de phosphine peut être utilisé comme catalyseur pour relancer la réaction, rendant inutile l'utilisation de l’explosif, ce qui permet aussi d'éviter un sous-produit toxique, le second sous-produit étant régénéré pour obtenir le catalyseur original, ne laissant in fine que de l’eau

## Mécanisme et description
L'étape clef de cette réaction est la SN2 sur le carbone portant la fonction alcool. Cette étape nécessite l'activation de l'alcool par la phosphine. La force motrice de cette réaction est la formation d'un oxyde de phosphine et l'hydrogénation de la liaison N=N.

## Utilisation en synthèse

### Inversion d'un alcool
La réaction de Mitsunobu est largement utilisée pour inverser la configuration absolue du carbone fonctionnel de l'alcool. Le nucléophile utilisé est alors un acide carboxylique et l'hydrolyse de l'ester obtenu permet d'accéder à l'alcool souhaité. Cette technique est en particulier utilisée pour améliorer l'excès stéréoisomérique lors d'une synthèse multi-étape.

### Conversion de l'alcool
En changeant la nature du nucléophile, il est possible d'obtenir un grand nombre de composés différents tels que des esters, des dérivés halogénés, des amines, des azotures ou des thioéthers.